# Iván Kurátov
Iván Alekséyevich Kurátov (en ruso: Иван Алексеевич Куратов; Kibra, actualmente Kurátovo, en la República de Komi, 18 de julio de 1839 - Verny, actualmente Almatý, 29 de noviembre de 1875) fue uno de los primeros escritores modernos de la literatura en komi.
Comenzó a escribir a la edad de 13 años, mientras estudiaba en el seminario, y continuó escribiendo hasta su muerte. El periodo más fructífero fue el tiempo pasado en la localidad de Ust-Sysolsk, donde Kurátov se asentó tras un infructuoso intento de continuar su educación en Moscú. Allí enseñó a los hijos de los campesinos, trabajó en lingüística y escribió poesía. Durante su vida sólo se publicaron cinco poemas suyos, todos bajo seudónimo.
Cantó la opresión que padecía el pueblo komi en su libro de poemas Meиам муза (Mi musa), que no fue publicado hasta 1921. Su ideología era narodnik y su poema Yag muerto está lleno de elementos paganos y precristianos. También consideraba a la iglesia ortodoxa un obstáculo para los komi.